# Bath County, Virginia
Bath County är ett administrativt område i delstaten Virginia, USA, med 4 731 invånare. Den administrativa huvudorten (county seat) är Warm Springs. 

## Geografi
Enligt United States Census Bureau har countyt en total area på 1 386 km². 1 378 km² av den arean är land och 8 km² är vatten.  

### Angränsande countyn
- Highland County – nord
- Augusta County – nordost
- Rockbridge County – öst
- Alleghany County – syd
- Greenbrier County, West Virginia – sydväst
- Pocahontas County, West Virginia – väst